# Alien Express
 Alien Express é um filme estadunidense  de 2005, do gênero ficção científica, com roteiro de Brian Smith e dirigido por Turi Meyer.

## Enredo
Um meteorito cai próximo a um trem-bala que se dirige à Las Vegas, liberando um perigoso alien. Este se infiltra no trem passando a matar os passageiros,inclusive o condutor do trem, a viagem se torna uma corrida contra o tempo, para os sobreviventes, na medida em que terão de impedir um desastre e, ao mesmo tempo manterem-se vivos.

## Elenco
- Lou Diamond Phillips ...  Vic Holden
- Sean Bott ....................  Russell
- Steven Brand ...............  Paul Fitzpatrick
- Todd Bridges ...............  Peter
- Kellie Brothersen .........  Miss Utah
- Barry Corbin ................  Senador Frank Rawlings
- Derrick Costa ..............  Alien
- Joseph Hamilton ..........  Sam
- Amy Locane ................  Rosie Holden
- Stephen Rippey ...........  Robert
- Steffanie Sampson ......  Gina (como Steffanie Thomas)
- Scott Vandiver .............  Scotter